# 烏克蘭人民共和國流亡政府
乌克兰人民共和国流亡政府是烏克蘭人民共和國於1920年被滅后由流亡國外的烏克蘭人成立的流亡政府。它最初位于波兰华沙，1926年波兰第二共和国发生波兰五月政变后，為报复苏联对西乌克兰共产党的支持，约瑟夫·毕苏斯基決定承认烏克蘭人民共和國流亡政府。第二次世界大战期间，烏克蘭人民共和國流亡政府迁至法国巴黎，后来又迁至德国魏玛、巴特基辛根、慕尼黑。最终流亡政府于1976年迁至费城。1992年，烏克蘭人民共和國流亡政府承认新成立的乌克兰政府为乌克兰人民共和国的继承者，并正式将权力移交给新的乌克兰政府以及乌克兰总统。烏克蘭人民共和國流亡政府同時解散。